# Хон Джунпхё
Хон Джунпхё, также в СМИ упоминается как Хон Джун Пхё или Хон Чжун Пхё (кор. 홍준표; род. 5 декабря 1954, Чханнён) — корейский юрист, прокурор, политик, государственный служащий, мэр Тэгу. Ранее был губернатором провинции Кёнсан-Намдо. Занимал должность председателя партии «Сэнури», но ушёл с поста 9 декабря 2011 года.

## Биография
Родился в уезде Чханнён провинции Кёнсан-Намдо, окончил Йоннамскую высшую школу, а изучал государственное управление в университете Корё. 31 марта 2017 года он выбран кандидатом в президенты Республики Корея от партии «Свободная Корея».